# Adinandra macrosepala
Adinandra macrosepala là một loài thực vật có hoa trong họ Pentaphylacaceae. Loài này được Metcalf mô tả khoa học đầu tiên năm 1932.